# Myerslopia tearohai
Myerslopia tearohai är en insektsart som beskrevs av Jacek Szwedo 2004. Myerslopia tearohai ingår i släktet Myerslopia och familjen Myerslopiidae. Inga underarter finns listade i Catalogue of Life.